# 니시고료역
니시고료역(일본어: 西御料駅)은 일본 홋카이도 아사히카와시에 위치한 홋카이도 여객철도 후라노 선의 철도역이다. 역 번호는 F31이며, 단선 승강장 1면 1선의 구조를 갖춘 지상역이다.

## 역 주변
- 국도 제237호선
- 아사히카와 의료 대학 · 부속 학원
- 아사히카와 리서치 파크

## 역사
- 1958년 3월 25일 : 일본국유철도의 역으로서 개업. 여객 취급만.
- 1987년 4월 1일 : 일본국유철도 분할 민영화에 의해, 홋카이도 여객철도가 승계.
- 1992년 4월 1일 : 간이 위탁 폐지, 완전 무인화.
- 1999년 : 국도 확장과 니시고료 역 부근의 주택 개발에 의해, 승강장과 대합실의 장소와, 국도쪽으로부터 반대쪽에 이설되었다.

## 인접 역
| 홋카이도 여객철도           | 홋카이도 여객철도 | 홋카이도 여객철도                 |
| --------------------------- | ----------------- | --------------------------------- |
| F 32 니시미즈호 후라노 방면 | 후라노 선         | 미도리가오카 F 20 아사히카와 방면 |